# Mok
Pour les articles homonymes, voir Mok (homonymie).
Le mok, ou amok, ou hsen-hsum, est une langue môn-khmer du groupe palaungique, parlée dans le nord-ouest de la Thaïlande, au nord-est de la ville de Chiang Mai, sur les rives de la rivière Wang. En 1981, il ne restait plus que 7 locuteurs.